# Prestació d'atur
La prestació d'atur, subsidi per desocupació, o assegurança d'atur, és un pagament fet pels governs a les persones desocupades. Aquest pot recolzar-se en un sistema obligatori d'assegurances. Depenent de la jurisdicció o l'estat de la persona, aquestes sumes poden ser petites i cobrir només les necessitats bàsiques (una forma de benestar social bàsic), o pot prendre la forma d'una compensació per l'ocupació perduda proporcional al salari que es tenia. L'assegurança d'atur generalment forma part d'un esquema de seguretat social.